# Alastair MacKellar
Alastair MacKellar (Nambour, 20 januari 2002) is een Australisch wielrenner.

## Carrière
Als eerstejaars junior werd MacKellar, achter de broers Patrick en Samual Eddy, derde op het nationale kampioenschap op de weg. Een jaar later, in 2020, versloeg enkel Patrick Eddy hem in de strijd om de nationale tijdrittitel en werd hij wederom derde in de wegwedstrijd.
In 2021, als eerstejaars belofte, maakte MacKellar de overstap naar Israel Cycling Academy. In juli van dat jaar won hij een etappe in de Troféu Joaquim Agostinho. In 2023, zijn derde seizoen bij de ploeg, werd hij nationaal beloftenkampioen in zowel de tijdrit als de wegwedstrijd. Op het wereldkampioenschap werd hij twaalfde in de tijdrit in dezelfde categorie. In 2024 maakte hij de overstap naar Hagens Berman Jayco. Namens die ploeg werd hij onder meer tiende in het eindklassement van de Ronde van Rhodos, vierde in de Ardense Pijl en won hij een etappe in de Alpes Isère Tour, alvorens vanaf september stage te lopen bij Team Jayco AlUla.
In 2025 werd MacKellar prof bij EF Education-EasyPost. Zijn debuut voor de ploeg maakte hij in januari in de Tour Down Under.

## Palmares

### Overwinningen
2021
2e etappe Troféu Joaquim Agostinho
2023
 Australisch kampioen op de weg, Beloften
 Australisch kampioen tijdrijden, Beloften
2024
4e etappe Alpes Isère Tour

### Resultaten in voornaamste wedstrijden
| Jaar | Milaan-San Remo |
| ---- | --------------- |
| 2025 | 154e            |

## Ploegen
- 2021 –  Israel Cycling Academy
- 2022 –  Israel Cycling Academy
- 2023 –  Israel Premier Tech Academy
- 2024 –  Hagens Berman Jayco
- 2024 –  Team Jayco AlUla (stagiair vanaf 4 september)
- 2025 –  EF Education-EasyPost

Berhe · Craddock · De Marchi · De Pretto · Dunbar · Durbridge · Engelhardt · Ewan · Foldager · Groenewegen · Hamilton · Harper · Hepburn · Jansen · Juul-Jensen · Maas · Matthews · Mezgec · O'Brien · Peña · Plapp · Porter · Quick · Reinders · Schmid · Scotson · Stewart · Walscheid · Yates · Zana